# Playa Sarakiniko
Playa Sarakiniko es una playa en Isla de Milo en el país europeo de Grecia. Está situada en la costa norte de la isla. A menudo es comparada con un paisaje lunar. La población local a menudo se refieren al paisaje característico de Sarakiniko como Lunar debido a su particular apariencia. La playa de hueso blanco tiene esas características inusuales como consecuencia de rocas volcánicas formadas por el viento y las olas. Sarakiniko es uno de los paisajes más fotografiados en el mar Egeo.

## Turismo
- Playa Sarakiniko - Wikipedia Turismo
- Grecia - Wikipedia Turismo